# Літо на пам'ять
«Літо на пам'ять» — радянський двосерійний художній фільм 1987 року, знятий режисером Юрієм Кузьменком на Одеській кіностудії.

## Сюжет
За мотивами оповідань Аркадія Гайдара «Блакитна чашка», «Четвертий бліндаж», «Гарячий камінь», щоденникам та листам письменника.

## У ролях
- Андрій Ростоцький — отець Свєти
- Уляна Лаптєва — Світлана
- Анастасія Бєлова — Маруся, мама Світлани
- Зоя Александріді — Нюрка, дівчинка з козою
- Максим Кузьменко — Санька, вигадник та оповідач
- Віра Караваєва — Берта, дівчинка-біженка
- Михайло Трещалін — Пашка
- Марія Виноградова — бабуся Саньки
- Олександр Кузнецов — Володя, льотчик
- Федір Одиноков — батько Валентини, колгоспний сторож
- Наталія Хорохоріна — Валентина
- Олександр Ільїн — Федір великий
- Антон Воропаєв — Федір маленький
- Борис Токарєв — лейтенант
- Володимир Герасимов — комбат
- Віра Вороненкова — дівчинка-двійня
- Надія Вороненкова — дівчинка-двійня
- Катерина Іванова — епізод
- Лев Летуновський — товстий дачник
- Костянтин Степанов — дозорний
- Григорій Дунаєв — Іщенко
- Геннадій Богданов — епізод

## Знімальна група
- Режисер — Юрій Кузьменко
- Сценаристи — Олена Давидова, Ніна Давидова
- Оператор — Юрій Пустовой
- Композитор — Анатолій Дергачов
- Художник — Михайло Безчастнов